# Archives photographiques de Barcelone
Les archives photographiques de Barcelone (en catalan : Arxiu Fotogràfic de Barcelona) (AFB) sont les archives dédiées à la collecte, la conservation, l'organisation et la diffusion des fonds photographiques historiques produite par les organes de la ville de Barcelone, ainsi que les fonds et collections photographiques de caractère non municipales mais d'intérêt pour l'histoire de la ville et pour l'histoire de la photographie.